# یواس‌اس وینرایت (دی‌دی-۶۲)
یواس‌اس وینرایت (دی‌دی-۶۲) (به انگلیسی: USS Wainwright (DD-62)) یک کشتی بود که طول آن ۳۱۵ فوت ۳ اینچ (۹۶٫۰۹ متر) بود. این کشتی در سال ۱۹۱۵ ساخته شد.